# Эпигонство
Эпиго́нство (др.-греч. Ἐπίγονος, дословно — «родившийся после») — искусствоведческий термин, означающий малоценное с художественной точки зрения подражание литературным направлениям и образцам, использование многократно разработанных предшествующими авторами тем, образов, сюжетов и стилистических приёмов; запоздалое употребление художественных средств предыдущих эпох и авторов. В литературе близко к графомании. Термин стал употребляться с негативной коннотацией после исчезновения нормативных поэтик классицизма, когда самобытность стала важной чертой творчества.
Примерами эпигонства могут быть многочисленные романтические поэмы, подражавшие классическим образцам Джорджа Гордона Байрона и Александра Сергеевича Пушкина, которых в 1825—1840 годах в Европе и России появилось более двухсот. Другим примером может считаться копирование художественного стиля Николая Михайловича Карамзина и его повести «Бедная Лиза» (1792) в эпигонском сочинении Александра Ефимовича Измайлова «Бедная Маша», опубликованном в 1801 году. Эпигонами называют таких авторов, как Владимир Григорьевич Бенедиктов (эпигон романтизма), Сергей Николаевич Кривенко и Сергей Николаевич Южаков (эпигоны народничества), Скиталец (эпигон Максима Горького) и так далее.
Не следует путать эпигонство с пародией — умышленным, часто утрированным подражанием стилю и особенностям творчества какого-либо автора, какому-либо произведению или даже целому жанру с целью достижения комического эффекта.